# La Sauvetat-de-Savères
Sauvetat-de-Savères – miejscowość i gmina we Francji, w regionie Nowa Akwitania, w departamencie Lot i Garonna.
Według danych na rok 1990 gminę zamieszkiwały 312 osoby, a gęstość zaludnienia wynosiła 45 osób/km² (wśród 2290 gmin Akwitanii Sauvetat-de-Savères plasuje się na 868. miejscu pod względem liczby ludności, natomiast pod względem powierzchni na miejscu 1285.).